# ディラン・ネル
ディラン・ネル（Dylan Nel、1992年11月27日 - ）は、南アフリカ共和国出身のラグビーユニオン選手。ジャパンラグビーリーグワンの三菱重工相模原ダイナボアーズに所属する。

## 略歴
南アフリカ共和国のダーバン出身。
2015年、ニュージーランドのウェストコーストに加入。
2016年、同じニュージーランドのカンタベリーに移り、マイター10カップ（現在のNPC、ニュージーランド州代表選手権）のデビューを果たした。2018年、オタゴに移籍。
2020年、チーフスに選出され、スーパーラグビーデビューを果たす。
2021年、三菱重工相模原ダイナボアーズへ加入し、2シーズン在籍した。
2023年、ニュージーランドのラグビー・サウスランドに移籍。
2024-25シーズンでは、アメリカ合衆国メジャーリーグラグビーのユタ・ウォリアーズに加入した。
2025年8月、ジャパンラグビーリーグワンのNECグリーンロケッツ東葛に再加入。